# Česká Doubravice
Česká Doubravice je vesnice, část města Manětín v severní části okresu Plzeň-sever v Plzeňském kraji. Katastrální území Česká Doubravice zaujímá 376,47 hektarů.

## Název
Původně se vesnice označovala jako Daubrawitz a blízký vrch Daurawitzer Berg. V roce 1908 August Sedláček ve svém Místopise psal o vsi s názvem Česká Doubravice.

## Historie
První písemná zmínka o vesnici pochází z roku 1192. V roce 1193 vesnice patřila plaskému klášteru a později Švamberkům.

## Přírodní poměry
Česká Doubravice leží v otevřeném svahu klesajícím k východu, tři kilometry jihovýchodně od Manětína. Na severovýchodě sousedí s osadou Kocanda, na východě se Štichovicemi a na jihozápadě s Vladměřicemi. Vsí prochází jižní hranice přírodního parku Horní Střela.

## Obyvatelstvo
Při sčítání lidu v roce 1921 zde žilo 73 obyvatel (z toho 34 mužů) československé národnosti, kteří byli kromě osmi evangelíků a jednoho člověka bez vyznání římskými katolíky. Podle sčítání lidu z roku 1930 měla vesnice 72 obyvatel: 71 Čechoslováků a jednoho Němce. Až na sedm evangelíků a tři lidi bez vyznání se hlásili k římskokatolické církvi.
| Rok            | 1869 | 1880 | 1890 | 1900 | 1910 | 1921 | 1930 | 1950 | 1961 | 1970 | 1980 | 1991 | 2001 | 2011 | 2021 |
| -------------- | ---- | ---- | ---- | ---- | ---- | ---- | ---- | ---- | ---- | ---- | ---- | ---- | ---- | ---- | ---- |
| Počet obyvatel | 104  | 99   | 92   | 76   | 81   | 73   | 72   | 49   | 56   | 50   | 49   | 28   | 20   | 12   | 10   |
| Počet domů     | 14   | 14   | 15   | 15   | 15   | 14   | 15   | 18   | 13   | 12   | 11   | 13   | 13   | 12   | 11   |

## Obecní správa
Při sčítání lidu v letech 1869–1959 Česká Doubravice byla samostatnou obcí, se kterým patřila nejprve do okresu Kralovice, ale v roce 1950 v okrese Plasy. Od 1. ledna 1960 je částí města Manětín v okrese Plzeň-sever. V roce 1869 k obci patřily Brdo a Vladměřice.

## Pamětihodnosti
- dva smírčí kříže